# فيتول (مركب عضوي)
الفيتول (فلوراسول - فيتوسول) هو ديتيربين كحولي لاحلقى يمكن استخدامه في الصناعة كمادة أوليّة، وفي تصنيع الأشكال المخلّقة من فيتامين هـ، وفيتامين ك1. تنتج أمعاء الحيوانات المجترة الفيتول كأحد نواتج عمليّة التخمّر المعويّ للمواد النباتيّة المبتلعة في أمعائها، كما أنّه أحد مكونات مادّة الكلوروفيل النباتية حيث تحوّل بعد ذلك إلى حمض الفيتانيك ويتم تخزينه في الدهون. وفي كبد القرش ينتج تفاعل الفيتول مركب البريستان.

## في علم أمراض الإنسان
مرض ريفسام (أو داء ريفسام الكلاسيكي أو الخاص بالبالغين كما يُطلق عليه أيضَا مرض نقص إنزيم أكسيديز حمض الفيتانيك) هو اضطراب عصبي وراثي متنحي ينتج عنه تراكم سامّ لحمض الفيتانيك في الأنسجة، والذي يظهر تأثيره في كثير من الأحيان كمزيج متغير من اعتلال الأعصاب المحيطية، وترنح المخيخ، والتهاب الشبكية الصباغي، وفقدان حاسة الشم، وفقدان السمع. لا توجد طريقة معروفة للبشر حتى الآن يمكن من خلالها استخراج حمض الفيتانيك من مادة الكلوروفيل، ولكن يمكن تحويل مادّة الفيتول الحرة إلى حمض الفيتانيك. لذا ينبغي على المرضى الذين يعانون من مرض ريفسام الحد من تناول الأغذية والمنتجات التي تحتوي على حمض الفيتانيك والفيتول الحر. تحتوي العديد من المنتجات الغذائية كميات معروفة من مادة الفيتول الحر.

## الأدوار في الطبيعة
تستخدم بعض الحشرات، مثل خنفساء برغوث السماق، مادّة الفيتول ومستقلباته (مثل حمض الفيتانيك) كسلاح كيميائي لحمايتها من الافتراس. وتنشأ هذه المركبات من النباتات المضيفة. وعلى عكس البشر، وُجد أن الرئيسيات غير البشرية يمكنها أن تستمد كميات كبيرة من مركب الفيتول من تخمّر المعىّ الخلفي للمواد النباتية.

## معدلات النسخ
وُجد أنّ مركب الفيتول ومستقلباته ترتبط بتنشيط عدد من عوامل النسخ مثل تلك المعروفة بالمستقبلات المنشطة لمكاثر البيروكسيسوم-ألفا، ومستقبلات الريتينويد إكس. تنشأ مستقلبات حمض الفيتانيك وحمض البرستان بشكل طبيعي. ويؤدي الفيتول الفموي في الفئران إلى تكاثر هائل للبيروكسيسومات في العديد من الأعضاء.

## التطبيقات الطبّية والحيويّة
أجريت العديد من الدراسات الطبّية حول تأثير مركب الفيتول المحتمل كمزيل للقلق، وكعامل مؤثر في تفاعلات الأيض، وتأثيره السام للخلايا، والمحرض على موت الخلايا المبرمج والالتهام الذاتي، إلى جانب تأثيره كمضاد للأكسدة، ومضاد للالتهابات، مضادات الالتهاب، ومحسّن للمناعة، ومضاد الميكروبات.

## العلامات الحيوية الجيوكيميائية
من المحتمل أن يكون الفيتول هو المركب الأيزوبرينويدي اللاحلقي الأكثر وفرة الموجود في الغلاف الحيوي للأرض، وتستخدم نواتج تحلله كمتتبع حيوي جيوكيميائي في البيئات المائية.

## التطبيقات التجارية
يستخدم الفيتول في صناعة العطور، ومستحضرات التجميل، ومنتجات العناية بالشعر (الشامبو)، والصابون، والمنظفات المنزلية. كما يستخدم الفيتول أيضًا كمخفف في بعض نواتج تقطير القنب. يتراوح مقدار الفيتول الذي يتم استهلاكه في جميع أنحاء العالم ما بين 0.1 طنّ، وطنّ واحد سنويًا.